# Gusii (folk)

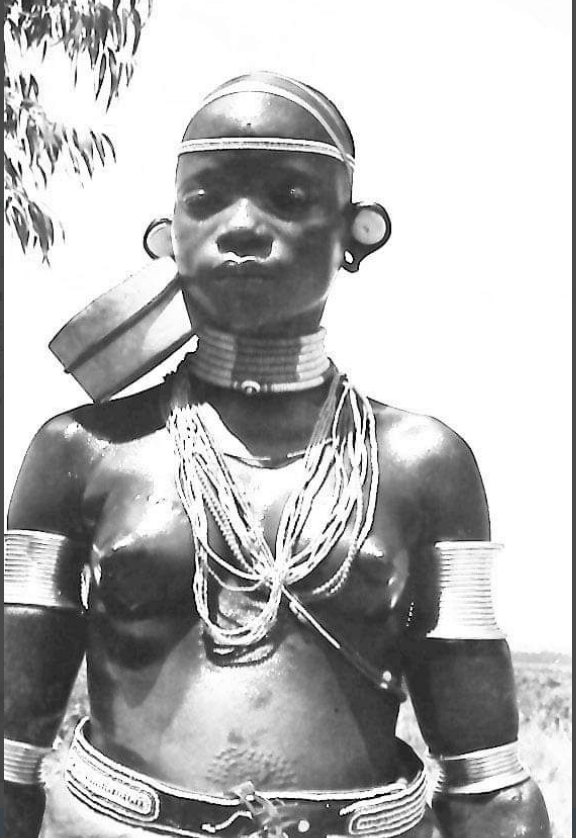
En Gusii kvinna i inhemska ornament cirka 1905–1907.

Gusii, abagusii, kisii eller kosova är ett bantufolk som lever i Kenya. De är en av de största etniska grupperna och lever på kullarna i västra delen av landet i ett område mellan Victoriasjön och  gränsen mot Tanzania. De vandrade troligtvis till området för omkring 500 år sedan. Deras region är en av de mest tätbefolkade områdena i Kenya. De livnär sig på ett flertal olika aktiviteter:
- Odling av pyrethrum och te som kontantgrödor men också hirs, majs, kassava, sorghum, jams, jordnötter och bananer
- Håller boskap som får, getter, höns och bin.
- Jakt, primärt männen

Männen ägnar sig åt vallning, mjölkning och fiske medan kvinnorna tillverkar smör och gör det mesta av jordbruksarbetet. På 1930-talet bildade de kaffekooperativ och har sedan kombinerat den traditionella livsstilen med framgångsrik företagsamhet.

## Traditioner
Gusii är ett patrilinjärt folk, vilket innebär att slätskapet går genom fadern. De bor i stadsdelar med utspridda familjegårdar. De är nära sammankopplade med de niloitiska grupperna Luo och Kipsikis. Folkgruppen utövar polygami i begränsad omfattning och den gamla traditionen att hemgift betalas i boskap har förändrats i takt med övergång till den moderna penningekonomin.